# Marcel Rolf Hoffmann
Marcel Rolf Hoffmann (* 22. März 1975 in Rheinberg) ist ein deutscher Schauspieler und Sänger.

## Leben und Karriere
Vor seiner Schauspielausbildung studierte Hoffmann Geophysik an der Universität Köln. Die Ausbildung zum Schauspieler erhielt er 1999–2003 in Köln an der Schauspielschule der Keller im Theater der Keller. Auf der Bühne des Keller-Theaters und dessen angeschlossener Schauspielschule (damals noch Bühne 48 in der Aachener Straße nähe Rudolf-Platz) hatte Hoffmann, unter der Intendanz und Direktion Meinhard Zangers, erste Auftritte. Für seine Darstellung des David Gold in Jonathan Tolins’ Der Letzte Gold und für seinen Schreiber Licht in Heinrich von Kleists Der zerbrochne Krug erhielt er eine Nominierung zum Nachwuchsschauspieler (Puck) der SK Stiftung Kultur. In Folge stand er im Zimmertheater Heidelberg als Phil in Neil LaButes Das Maß der Dinge und einige Jahre im Landestheater Sachsen-Anhalt Nord Stendal unter den Intendanzen von Goswin Moniac und Markus Dietze auf der Bühne. 
Seit 2009 ist Marcel Hoffmann Ensemblemitglied am Theater Koblenz und spielt dort in Musicals und in Sprechtheaterrollen.
Marcel Rolf Hoffmann ist überzeugt im Klimaschutz tätig. Als Redakteur gehört er zum Team des Klimaschutznetzes und ist einer der Sprecher der Waldschutz-Bürgerinitiative WALDWENDE-JETZT! • Mittelrheintal.

## Rollen Sprechtheater (Auswahl)
- David Gold aus Der letzte Gold (Jonathan Tolins); Köln 2002
- Phil aus Das Maß der Dinge (Neil LaBute); Heidelberg 2003
- Beatrice aus Viel Lärm um Nichts (William Shakespeare); Arendsee/Stendal 2005
- Puck aus Ein Sommernachtstraum (William Shakespeare); Stendal 2006
- Erik aus Frostnacht (Götestam); Stendal 2006
- Horatio aus Hamlet (William Shakespeare); Arendsee/Stendal 2007
- Valerio aus Leonce und Lena (Georg Büchner); Stendal 2008
- Macheath aus der Dreigroschenoper (Bertolt Brecht, Kurt Weill); Stendal 2008
- div. Rollen in Jeff Koons (Rainald Goetz); Koblenz 2009
- Burggraf Maximilian von Freiburg aus Das Käthchen von Heilbronn (Heinrich von Kleist); Koblenz 2010
- Sergej Pavlovic Vojnicev aus Platonow (Anton Tschechow); Koblenz 2010
- Oedipus aus Oedipus (Sophokles); Koblenz 2010
- Graf Orsino aus Was ihr wollt (William Shakespeare); Koblenz 2011
- Sperr aus Kasimir und Karoline (Ödön von Horváth); Koblenz 2011
- Macduff aus Macbeth (William Shakespeare); Koblenz 2011/2012
- Carlos aus Die Grönholm-Methode (Jordi Galceran); Teil des Theaterabends Humankapital; Koblenz 2012
- Lucentio aus Der Widerspenstigen Zähmung (William Shakespeare); Koblenz 2011/2012
- Jochen Streul aus Alle sechzehn Jahre im Sommer (John von Düffel), Koblenz 2012/2013 (Uraufführung)
- Macheath aus der Dreigroschenoper (Bertolt Brecht, Kurt Weill); Koblenz 2013/2014
- Richter Schielmann aus Die Tochter des Ganovenkönigs (Ad de Bont), Koblenz 2013/2014
- Wagner, die schöne Helena u. a. aus Faust (Johann Wolfgang von Goethe), Koblenz 2013/2014
- Arthur aus Eheleute und Ehelose (Daniela Dröscher), Koblenz 2013/2014 (Uraufführung)
- Ari Leschnikoff aus Die Comedian Harmonists (Gottfried Greiffenhagen und Franz Wittenbrink), Stendal 2007–2008 und Koblenz 2013/2014
- Gerichtsrat Walter aus Der zerbrochne Krug (Heinrich von Kleist), Koblenz 2013/2014
- Louis Dasseldorf aus Die Wandlung der Susanne Dasseldorf (von John von Düffel nach Joseph Breitbach), Koblenz 2014/2015
- Pater Domingo (zum einen) & Prinzessin von Eboli (zum anderen) aus Don Karlos (Friedrich Schiller), Koblenz 2014/2015
- Slift aus Die Heilige Johanna der Schlachthöfe (Bertolt Brecht), Koblenz 2014/2015
- Kaiser aus Faust. Der Tragödie zweiter Teil (Johann Wolfgang von Goethe), Koblenz 2015/2016
- Krösa-Maja und Maduskan aus Weihnachten in Lönneberga (Astrid Lindgren), Koblenz 2015/2016
- Junger Mann aus Bash – Stücke der letzten Tage (Neil LaBute), Koblenz 2015/2016
- Aigisthos, Menelaos aus Die Troerinnen – Die Orestie, (Euripides, Sophokles, Aischylos, John von Düffel), Koblenz 2015/2016
- Polonius, Hamlet, diverse aus Hamlet, (William Shakespeare), Koblenz 2016/2017
- Tartuffe aus Tartuffe (Molière), Koblenz 2016/2017
- Samuel Parris aus Hexenjagd (A. Arthur Miller), Koblenz 2017/2018
- Garry Lejeune aus Der nackte Wahnsinn (Michael Frayn), Koblenz 2017/2018
- Roy M. Cohn aus Engel in Amerika (Tony Kushner), Koblenz 2017/2018
- Ronald Rupp aus Versetzung (Thomas Melle), Koblenz 2019/2020
- Fred Follmer aus Und jetzt das Wetter (Monolog von Stefan Wipplinger), Uraufführung, Koblenz 2022/2023

## Rollen Musiktheater (Auswahl)
- Sigismund Sülzheimer aus Im Weißen Rößl (Ralph Benatzky, Erik Charell, Robert Gilbert); Stendal 2004
- Cliff Bradshaw aus Cabaret (Joe Masteroff/John Kander/Fred Ebb); Stendal 2004, Koblenz 2011/2012
- Juan Domingo Perón aus Evita (Andrew Lloyd Webber, Tim Rice); Stendal 2007
- Freddy Eynsford-Hill aus My Fair Lady; Stendal 2008
- Narr aus Grete Minde UA (Søren Nils Eichberg, Constanze John); Tangermünde 2009
- Tobias Ragg aus Sweeney Todd (Stephen Sondheim); Koblenz 2009
- Alfred aus Bordellballade UA (Moritz Eggert, Franzobel); Berlin, Koblenz, Co-Produktion mit dem Kurt-Weill-Fest Dessau 2010 und der Neuköllner Oper Berlin
- Che aus Evita (Andrew Lloyd Webber, Tim Rice); Koblenz 2012/2013
- Claude Bukowski aus Hair (Gerome Ragni, James Rado, Galt MacDermot); Open Air Sommertheater auf der Festung Ehrenbreitstein, Koblenz 2014
- Henri de Fontillac aus Moulin Rouge Story (Marc Schubring und Wolfgang Adenberg), Koblenz 2014/2015
- Skimbleshanks in Cats (Andrew Lloyd Webber), Sommertheater Festung Ehrenbreitstein, Koblenz 2014/2015
- Jesus von Nazareth in Jesus Christ Superstar (Andrew Lloyd Webber, Tim Rice), Koblenz 2015/2016
- Henry Higgins in My Fair Lady (Alan Jay Lerner, Frederick Loewe), Koblenz 2016/2017
- Frederick Trumper, The American in Chess (Benny Andersson, Björn Ulvaeus, Tim Rice), Koblenz 2018/2019
- Robert, Wilderer, Georg Schmid in The Black Rider (Tom Waits, William S. Burroughs, Robert Wilson), Koblenz 2018/2019
- Conferencier zwischen den Zeiten in Wolf unter Wölfen (Søren Nils Eichberg, John von Düffel), Oper, Welt-Uraufführung Koblenz 2019/2020
- Gideon Fletcher in The Last Ship (Sting, Rob Mathes), Koblenz 2020/2021